# Bob Scott (Rugbyspieler)
Robert Wiliam Henry „Bob“ Scott (* 6. Februar 1921 in Wellington, Neuseeland; † 16. November 2012 in Whangamatā) war ein neuseeländischer Rugby-Union-Nationalspieler auf der Position des Schlussmannes und gilt als einer der besten Rugbyspieler in der Geschichte dieses Sports.

## Biografie
Scott ging in Kapuni, Tangarakau, Ohura und dem Aucklander Stadtteil Ponsonby zur Schule. Am Beginn seiner Rugbykarriere spielte er zunächst Rugby League für den Verein Ponsonby United RLFC. Erst als er 1941 zur Armee eingezogen wurde, wechselte er zur Rugby Union. In der Armee spielte er zuerst für die Mannschaft des Motor Transport Pool. Mit ihr konnte er die Regionalliga von Auckland und somit den prestigeträchtigen Gallaher Shield gewinnen.
Im Zweiten Weltkrieg diente er seit 1942 als Lastwagenfahrer in einer Transporteinheit für Munition der New Zealand Expeditionary Force (NZEF) in Nordafrika sowie Italien. Kompanien der neuseeländischen Division bildeten auch dort Rugbymannschaften und spielten in einem Turnier namens Freyberg Cup – benannt nach dem britischen General Bernard Freyberg, der die Neuseeländer kommandierte. Scott war in der Mannschaft der Ammunition Company, die 1944 das Finale im Freybery Cup verlor. Nach dem Krieg wurde er für die „Kiwis“ nominiert. Diese neuseeländische Armeemannschaft tourte 1945/46 erfolgreich im Rahmen der Victory Internationals durch Großbritannien, Frankreich, Deutschland und Neuseeland. Er spielte in 19 der 38 Tourspiele.
Zurück in Neuseeland spielte er nun bei dem Verein Ponsonby RFC in der Regionalmeisterschaft von Auckland und debütierte am 14. September 1946 für die neuseeländische Nationalmannschaft (All Blacks) in ihrem ersten Spiel nach dem Krieg. Der Gegner war Nachbar Australien (Wallabies), das für zwei Spiele um den Bledisloe Cup nach Neuseeland reiste. Die All Blacks konnten beide Partien gewinnen. In seiner Nationalmannschaftskarriere erarbeitete er sich schnell einen Ruf als exzellenter Kicker auf die Malstangen.
1947 tourte Scott mit den Neuseeländern in Australien. Wieder konnten sie beide Länderspiele gegen die Wallabies für sich entscheiden. Danach liefen die All Blacks erst zwei Jahre später wieder auf. Bei der Tour 1949 in Südafrika gehörte Scott erneut zur Stammformation. Nach dieser längeren Pause verlor Neuseeland jedoch gleich alle vier Länderspiele gegen Südafrika am Kap. Im folgenden Jahr tourten die British Lions zum ersten Mal seit 1930 in Neuseeland. Die All Blacks konnten diese Testserie mit drei Siegen sowie einem Unentschieden gewinnen. Wieder spielte Bob Scott in allen Spielen und leistete somit einen großen Beitrag für diesen Erfolg.
Am Ende der Saison 1951 erklärte er seinen Rücktritt vom Rugby, spielte dann jedoch trotzdem weiter für die Auckland RFU und wurde Ende 1953 in den Kader der Nationalmannschaft für ihre Europatour 1953/54 in Großbritannien, Irland und Frankreich berufen. Er schaffte es sofort wieder in die Stammformation.
Nach dieser Tour wechselte er im Jahr 1954 zum Petone RC, bevor kurze Zeit später das endgültige Ende seiner Karriere folgte. Als Co-Autor veröffentlichte er zusammen mit Terry McLean zwei Bücher über sein Leben auf und abseits des Rugbyfeldes. Sie hatten die Titel „Bob Scott on Rugby“ (1955) sowie „The Bob Scott Story“ (1956).